# De buitenvrouw
 De buitenvrouw   is de vierde  roman van de Nederlandse schrijver Joost Zwagerman uit 1994. 

## Titelverklaring
De schrijver geeft voor het begin van het boek de betekenis van het begrip: buitenvrouw

## Hoofdpersonen
De vier hoofdpersonen zijn:
- Iris Pompier-Duivenpoort. Geboren in Paramaribo en opgegroeid in de Bijlmer. Woont sinds anderhalf jaar met Sidney in een huurwoning te Hoorn. Ze geeft sindsdien gymles aan het Westfries College ter plaatse.
- Sydney Pompier. Echtgenoot van Iris en weet als geboren Surinamer alles van het verschijnsel  buitenvrouw.
- Theo  Altena. Al zes jaar lang docent Nederlands aan het bovengenoemde college te Hoorn. Woont met echtgenote Sylvia in een koopwoning in een buitenwijk van Alkmaar.
- Sylvia Altena-Houtman. Goed verdienende ambtenaar bij de gemeente Alkmaar. Is op haar 28e al vijf jaar getrouwd met de acht jaar oudere Theo.

## De Surinaamse kijk
Een anonieme Creoolse vrouw legt de Nederlandse lezers maar even uit in welk licht dit verhaal zich ontrolt.
“Je weet toch hoe jullie over de Duitsers denken? Nou, zo denken wij over jullie!”

## Verhaal
Na een werkweek van de middelbare school in Tilburg, ontluikt er iets meer dan sympathie tussen Iris en Theo. Omdat ze op dinsdag allebei dezelfde twee tussenuren hebben gaan ze die dag samen koffiedrinken. Nadat ze een keer betrapt zijn door een tiental scholieren, verschuift het rendez-vous via de achteringang naar het huis van Iris. Ze gaan daar standaard uit de kleren en bedrijven in een langzaam tempo elke week de liefde.
Dat blijft niet onopgemerkt bij leerlingen en docenten. Theo krijgt tekeningen op zijn schoolbord en uiteindelijk zelfs foto’s van zwarte pornosterren. Steeds met de begeleidende tekst:
“Blackie is the best.”
Na een uit de hand gelopen ruzie met een irritante leerling wordt Theo door de conrector voor enkele dagen naar huis gestuurd. Hij biecht hem zijn relatie met Iris op. Inmiddels is Iris mishandeld door haar echtgenoot die de affaire op het spoor is gekomen. Hij geeft wel toe een tiental buitenvrouwen te hebben moeten onderhouden, omdat er nu eenmaal een overschot aan Creoolse vrouwen zou zijn. Iris en Theo zetten een punt achter hun affaire. Iris legt het Theo nog eenmaal uit:
“Jij bent blank, en toch viel ik op je. Ik ben zwart, en dus viel je op me.”
Terug thuis laat Sylvia een alarminstallatie installeren in het huis, binnen 24 uur nadat er op klaarlichte dag is ingebroken bij de overburen. Als de slapeloze Theo, die niet meer weet hoe het verder moet, ’s nachts de vuilniszak gaat buitenzetten, gaat het alarm af. Deze alarminstallatie fungeert als een symbolische bescherming van huis en huwelijk.